# SN 1999R
SN 1999R – supernowa typu Ia odkryta 14 stycznia 1999 roku w galaktyce A092829-0437. W momencie odkrycia miała maksymalną jasność 23,50m.